# Kharai (dromadaire)
Le Kharai est une race de dromadaire domestique originaire du Rann de Kutch, un marais salé à cheval entre l'Inde et le Pakistan. Elle a la particularité d'être parfaitement adapté à deux écosystèmes différents : au milieu humide des mangroves et à la terre ferme. En 2015, elle est la neuvième race officiellement reconnue par le gouvernement indien.

## Présentation et historique
Son nom Kharai signifie « salé » en gujarati tout comme khara en sindhi. Cela vient de sa tolérance au sel. Inféodé au littoral, il dépend des mangroves pour se nourrir durant huit mois de l'année. Lors de la mousson, il nage d'île en île pour se nourrir. Cette capacité à nager lui donne parfois le nom de dariyataru (« qui nage en mer ») et en anglais swimming camel, littéralement le « chameau qui nage ». Ils peuvent nager pendant plusieurs heures et jusqu'à 3 km grâce à leurs sabots palmés.
Un conte folklorique indien est rattaché aux origines de la race : deux frères se disputaient un chameau. Demandant conseil à un saint homme, l'aîné obtient l'animal tandis que le cadet reçoit un dromadaire fait de cire. Après s'être vu conseillé de tremper la statuette dans la mer, il vit des milliers de dromadaires sortir des eaux. C'étaient des Kharai.

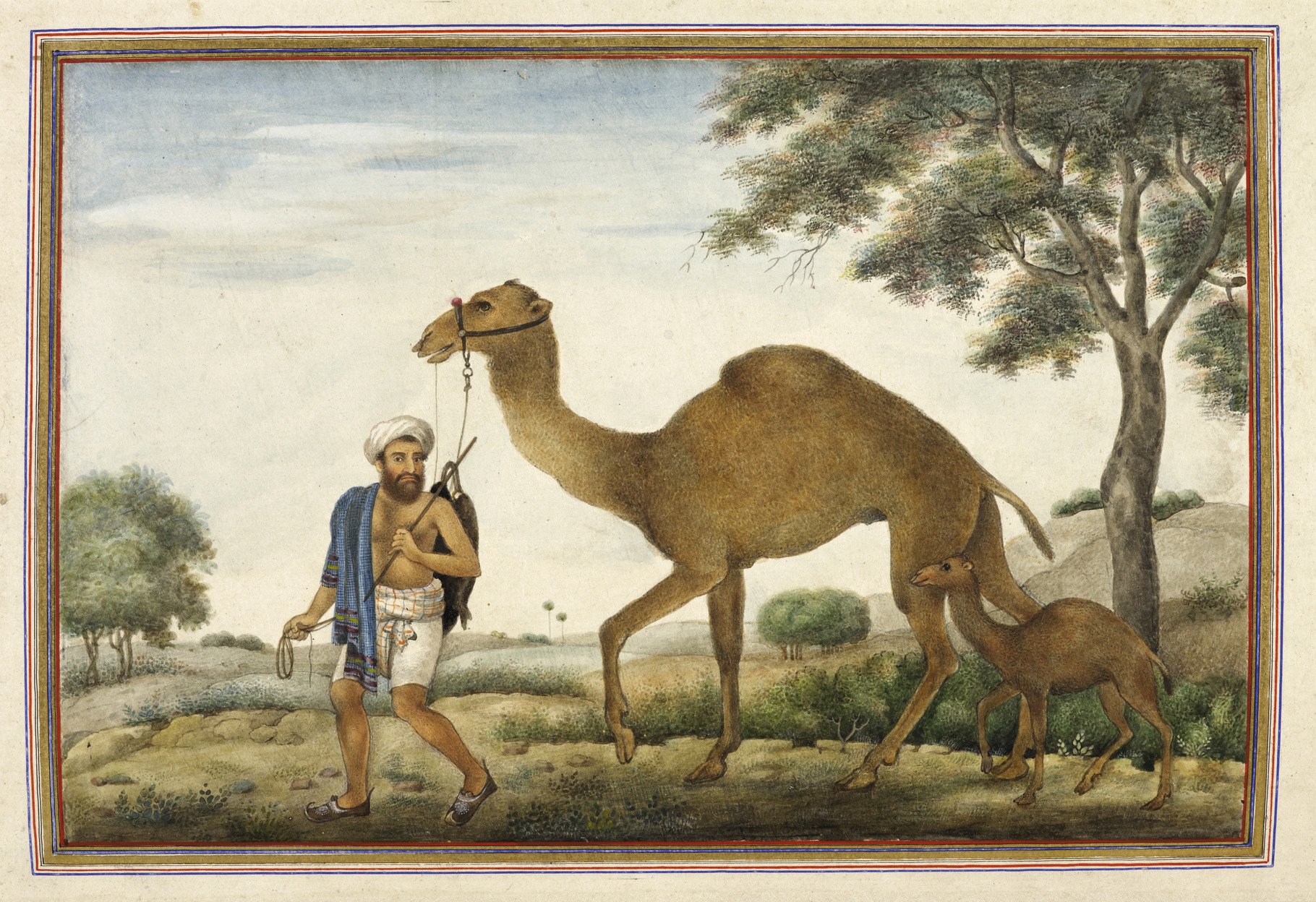
Un Rabari avec ses dromadaires (illustration de 1825).

La race est surtout élevée par deux peuples où elle est hautement respectée : les Rabari et les Jats. Ce respect se traduit par le refus de vendre les chamelles et leur lait. Seuls les mâles sont vendus.
En Inde, l'essentiel de la population est concentrée autour de quatre localités : Abdasa, Bhachau (en), Lakhpat (en) et Mundra dans le district de Kutch. Les animaux sont surtout utilisés comme animaux de selle et des promenades à dos de dromadaires sur les plages sont proposées aux touristes. Ils sont parfois utilisés comme animal de traction. Son adaptation particulière est aussi mise à contribution pour aller sauver des gens bloqués après des inondations. Au Pakistan, on le trouve dans la province de Sindh.

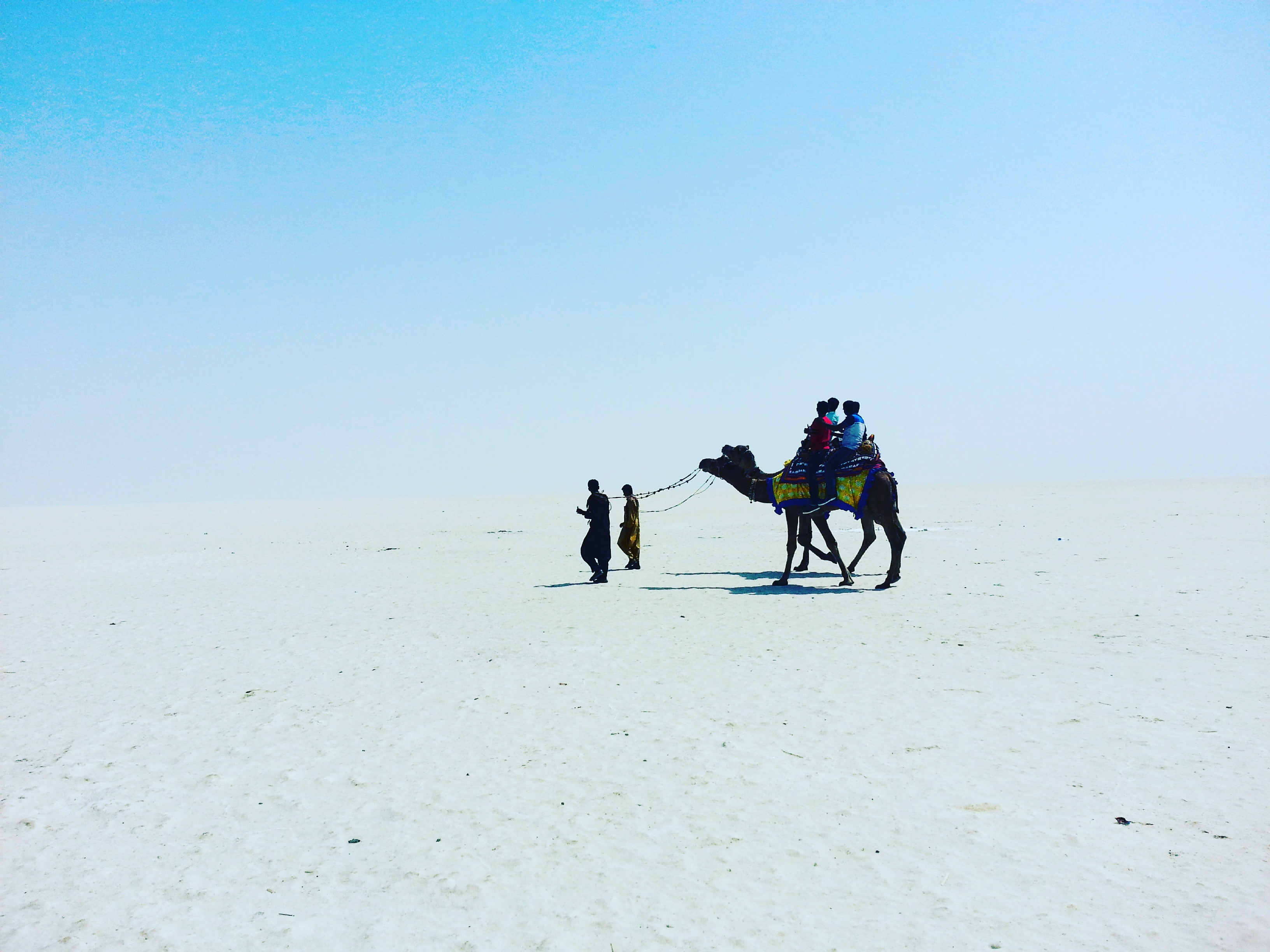
Promenade à dos de dromadaires dans le Rann de Kutch.

Les animaux sont de couleur brune, parfois presque noir. Le mâle mesure en moyenne 202 cm au garrot pour 620 kg. Ils sont moins sensibles aux maladies de peau que les autres races indiennes. Le gouvernement indien reconnaît officiellement le Kharai comme race en 2015, le distinguant ainsi du Kutchi, une autre race de dromadaire présente dans la région,,.

## État de la population
La race est menacée de disparition ; sa population étant estimée inférieure à 5 000 animaux.
La principale cause est la destruction de son habitat, les mangroves, par les compagnies privées de l'industrie du sel. Fortement touchée par un tremblement de terre en 2001, les efforts de reconstruction ont vu un développement important de l'industrie dans la région. Cette industrialisation se traduit par une réduction de la surface des pâturages et des moyens de subsistance des populations locales, en plus de détruire un milieu important pour la reproduction de nombreuses espèces faunistiques sauvages. Pour lutter et se protéger, les éleveurs ont créé l'Association des Éleveurs de Chameaux du Kutch (Kutch Unth Ucherak Maldhari Sangathan ou KUUMS).
L'industrialisation n'est pas la seule cause du déclin des Kharai. Le dérèglement climatique, avec ses sécheresses et inondations successives, modifie fortement les milieux.